# كي سيونغ وون
كي سيونغ وون مواليد 26 ديسمبر 1932 في كوريا الشمالية، هو لاعب كرة قدم كوري شمالي كان يلعب في مركز الوسط. مثّل منتخب كوريا الشمالية لكرة القدم. سبق له أن لعب في كأس العالم لكرة القدم مع منتخب بلاده في مونديال عام 1966م.

## المسيرة الاحترافية

### أندية لعب لها
- نادي بيونغ يانغ سيتي الرياضي

## روابط خارجية
- كي سيونغ وون على موقع الاتحاد الدولي (مؤرشف)  (الإنجليزية)
- كي سيونغ وون على موقع قاعدة بيانات كرة القدم.إي يو (الإنجليزية)
- كي سيونغ وون على موقع Soccerway.com (الإنجليزية)
- كي سيونغ وون على موقع عالم كرة القدم.نت (الإنجليزية)